# Lokomotiva 200.0
Tendrové lokomotivy 200.0 byly nejmenšími normálněrozchodnými parními lokomotivami, provozovanými na veřejných tratích v Česku s číselným označením podle systému Vojtěcha Kryšpína. U ČSD řada zahrnula tři rozdílné stroje pořízené původními majiteli pro nenáročné lokální dráhy. Čtvrtá lokomotiva svými parametry sice odpovídá přiřazení k řadě 200.0, v provozu ale toto označení dle všeho nenesla.
Byly to lehké dvounápravové lokomotivy s vnitřním rámem, s nápravovým tlakem jen 7 až 9 tun. Kotel o nízkém výkonu s provozním tlakem max. 12 atmosfér zásoboval mokrou parou dvojčitý parní stroj s plochými šoupátky. Rozvod byl výstředníkový vně rámu, ojnicí byla poháněna druhá spřažená náprava.

## Lokomotivy převzaté ČSD

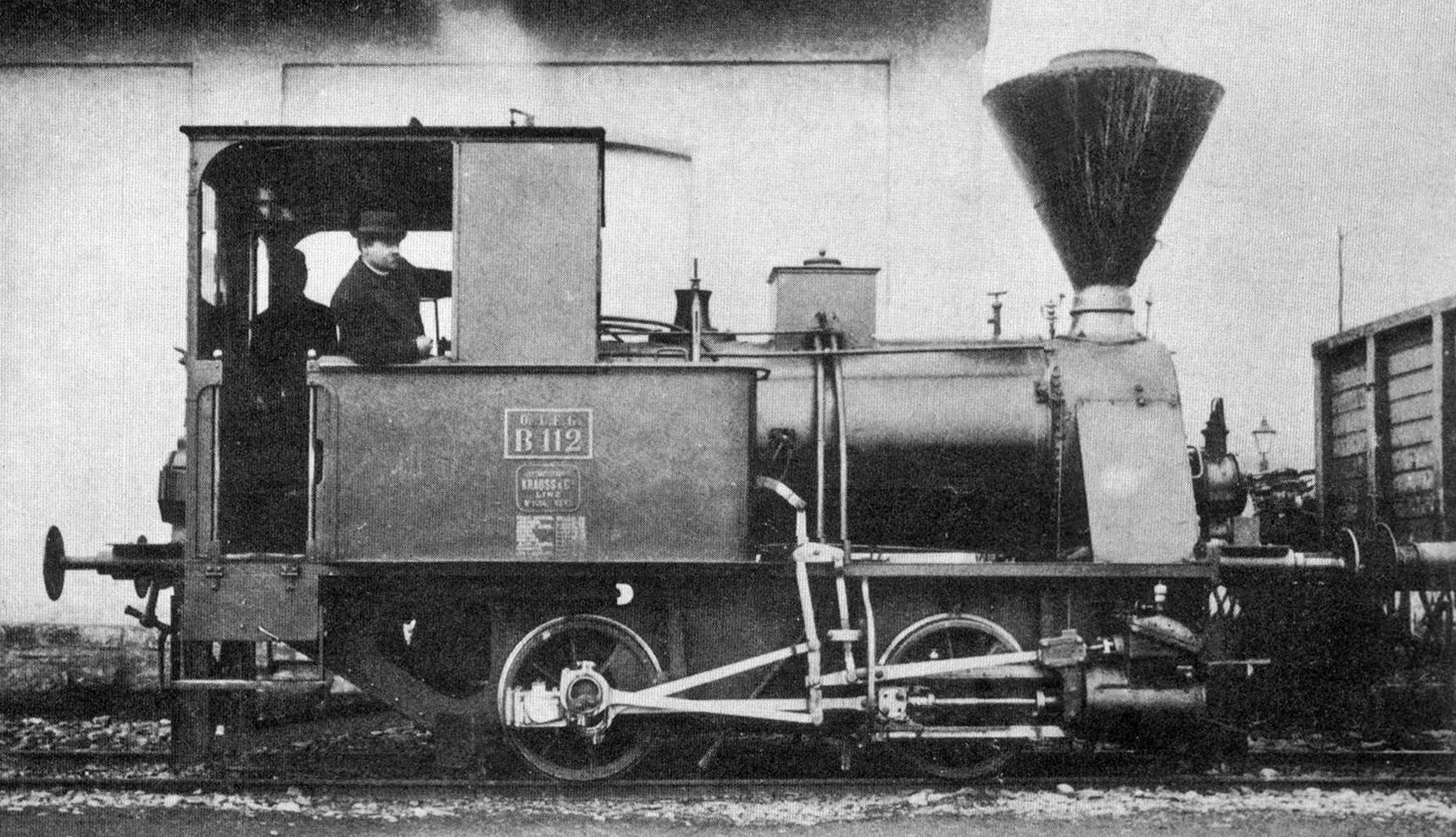
Lokomotiva dráhy Olomouc - Čelechovice na Hané (ÖLEG B112, KrLi 1404/84). Později kkStB 83.23, ČSD 200.001

Lokomotiva 200.001 pocházela z dodávky šesti strojů, které si u lokomotivky Krauss z Lince objednala Rakouská společnost místních drah (ÖLEG) pro svoje lokálky Nové Sedlo - Loket a Olomouc - Čelechovice. Dodány byly mezi lety 1883-1884, označeny řadou B s čísly 109-114. Při postátnění společnosti roku 1908 dostaly u Státních drah kkStB řadové označení 83.21-26. K ČSD z nich přešly už jenom tři, přeznačení se dočkala jediná, původní B 112 (kkStB 83.23), posunující v dnešní stanici Kořenov. Zrušena a odprodána do cukrovaru Zborovice byla roku 1926.
Firma Krauss dodala roku 1894 Hustopečské místní dráze (ALB) pro její sedmikilometrovou přípojnou lokální trať dvě malé dvojspřežní lokomotivy. Obdržely tu čísla 1 a 2 a jména "AUSPITZ" ("Hustopeče") a „THERESE". V letech 1900-1909, kdy dopravu pro vlastníka zajišťovaly KFNB a poté KkStB, byly vedeny pod řadou IX. Stroj č.2 byl po roce 1906 odprodán na vlečku. Lokomotivu č.1 ČSD převzaly spolu s provozováním trati roku 1926 a s označením 200.002 ji ponechaly na zdejší lokálce. Zrušena a odprodána na vlečku byla až Německými dráhami po odstoupení území Říši v roce 1939.

Když pro státní dráhy nerentabilní provoz na hustopečské lokálce roku 1909 převzalo samo město Hustopeče, a pro posílení dopravy zakoupilo roku 1911 ještě jednu lokomotivu. Dostala číslo 3 a opět jméno „THERESE". U ČSD po roce 1926 nesla číslo 200.003, pod DRB jezdila jako 98 8001. V roce 1950 byla odprodána do Žieleziarní Podbrezová.

## Lokomotiva „Dolní Cetno“

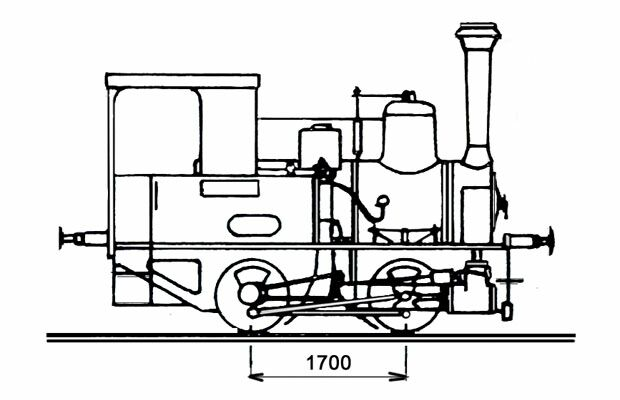
Typový náčrt lokomotivy Krauss „DOLNÍ CETNO"

Lokomotiva Dolní Cetno je malá parní lokomotiva dodaná společností Krauss z Mnichova roku 1897 do cukrovaru v Dolním Cetně u Mladé Boleslavi. Byla tu provozována až do ukončení provozu na vlečce v roce 1970.
Akciový cukrovar v Dolním Cetně, uvedený do provozu při kampani 1868/69, si pro zvládnutí stoupajících objemů přeprav při návozu řepy a expedici výrobků roku 1881 vybudoval devítikilometrovou vlečku ze stanice Chotětov na trati Turnovsko-kralupsko-pražské dráhy. Provoz na ní zajišťovala zpočátku jediná lokomotiva Krauss pozdější řady 96 KkStB. Traťovou část vlečky jako součást nově budovaného železničního propojení Chotětova se Mšenem přes Cetno cukrovar v roce 1897 výhodně odprodal České severní dráze, včetně lokomotivy. Náhradou za ní získal lokomotivu novou, menší.
Dvounápravovou tendrovku na mokrou páru dodala opět lokomotivka Krauss pod výrobním číslem 3625/1897. Dostala opět jméno „DOLNÍ CETNO". Lokomotiva posunovala na kolejišti cukrovaru a mezi nákladišti na trati až do dodávky nové lokomotivy typu BN 200 roku 1947, kdy byla přesunuta do zálohy. Po ukončení provozu cukrovaru v roce 1959 ještě jako vytápěcí kotel sloužila do začátku 70. let poslednímu majiteli - místnímu JZD, který v areálu provozoval sušárnu. Už z Kovošrotu byla v roce 1973 odvezena a po zběžné opravě instalována jako pomník v železniční stanici Mladá Boleslav hl. n. Roku 1991 ji v neutěšeném stavu vykoupil Jiří Mach, Tursko a během dvou let opravil, původně se záměrem ji provozovat. Od roku 2014 je s označením 200.001 vystavena v areálu někdejší zastávky Litoměřice město.

## Technické údaje lokomotiv řady 200.0
| Stroj                    | 200.001                                                                  | 200.002 | 200.003 | 200.001⁽ᴵᴵ⁾                                |
| ------------------------ | ------------------------------------------------------------------------ | --- | --- | ------------------------------------------ |
| Výrobce, výrobní číslo   | Krauss L. 1404/1884                                                      | Krauss L. 2963/1894                                                                                                   | VNM 5071/1911 | Krauss M. 3625/1897                        |
| provoz                   | Ö.L.E.G. B 112 (1883-97); KkStB 83.23 (1897-1918); ČSD 200.001 (do 1926) | A.L.B. č.1 "Auspitz" (1894-); K.F.N.B., KkStB IX 914 (1900-); m.Hustopeče (1909-); ČSD (1926-); DRB (1938-39), vlečka | m.Hustopeče č.3 "Therese" (1911-); ČSD 200.003 (1926-); DRB 98 8001 (1938-); ČSD (1948-); železárny Podbrezová (1950-) | cukrovar D.Cetno "Dolní Cetno" (1897-1970) |
| uspořádání               | B m2t                                                                    | B m2t | B m2t | B m2t                                      |
| max.rychlost             | 35 km/h                                                                  | 38 km/h | 35 km/h | 20 km/h                                    |
| válce, počet a rozměry   | 2× ø260×400 mm                                                           | 2× ø260×400 mm | 2× ø260×400 mm | 2× ø240×400 mm                             |
| ø spřažených kol         | 800 mm                                                                   | 800 mm | 920 mm | 830 mm                                     |
| rozvor náprav            | 1800 mm                                                                  | 1800 mm | 1800 mm | 1700 mm                                    |
| výhřev.plocha kotle      | 36,2 m²                                                                  | 35,0 m² | 42,5 m² | 33,6 m²                                    |
| – z toho přímá topeniště | 2,5 m²                                                                   | 2,5 m² | 3,8 m² | ?                                          |
| plocha roštu             | 0,72 m²                                                                  | 0,53 m² | 0,85 m² | 0,43 m²                                    |
| přetlak v kotli          | 12 bar                                                                   | 12 bar | 12 bar | 12 bar                                     |
| hmotnost                 | 17,0 t                                                                   | 16,5 t | 18,0 t | 14,9 t                                     |
| zásoba vody              | 2,4 m³                                                                   | 2,3 m³ | 2,3 m³ | 2,9 m³                                     |
| zásoba uhlí              | 1,0 m³                                                                   | 1,0 m³ | 1,0 m³ | ?                                          |
| rozvod                   | Allan-Trick                                                              | Allan-Trick | Allan-Trick | Stephenson                                 |
| odhadovaný výkon         | 100 k                                                                    | 150 k | 160 k | 80 k                                       |
| brzda                    | ssací, ruční páková                                                      | ruční | ssací jednoduchá pro stroj i vlak, ruční                                                                               | ruční                                      |

Vysvětlivky
1. ↑  Lokomotivka Krauss v Linci
2. ↑  Lokomotivka ve Vídeňském Novém Městě (toho času pod jménem „Aktien Gesellschaft der Lokomotiv-Fabrik vormals G. Sigl, Wiener Neustadt")
3. ↑  Lokomotivka Krauss, mateřská továrna v Mnichově